# Johnny Spillane
John „Johnny” Spillane (ur. 24 listopada 1980 w Steamboat Springs) – amerykański narciarz, specjalista kombinacji norweskiej, trzykrotny wicemistrz olimpijski, złoty medalista mistrzostw świata oraz dwukrotny medalista mistrzostw świata juniorów.

## Kariera
Po raz pierwszy na arenie międzynarodowej Johnny Spillane pojawił się w sezonie 1995/1996 Pucharu Świata B. W swoich startach wywalczył dwa punkty i w klasyfikacji generalnej zajął 83. miejsce. Kolejne występy zaliczył w lutym 1999 roku, kiedy wystartował na mistrzostwach juniorów w Saalfelden, zdobywając wraz z kolegami złoty medal w sztafecie. Kilkanaście dni później wziął udział w mistrzostwach świata w Ramsau, gdzie zajął między innymi 32. miejsce w konkursie rozgrywanym metodą Gundersena, a drużynowo był dziesiąty. Podczas mistrzostw juniorów w Štrbskim Plesie w 2000 roku wraz z kolegami z reprezentacji wywalczył tym razem srebrny medal w sztafecie.
W Pucharze Świata zadebiutował 2 grudnia 2000 roku w fińskim Kuopio, gdzie zajął 49. miejsce w sprincie. W sezonie 2000/2001 wystartował jeszcze dwanaście razy, w większości przypadków zdobywając punkty. Najlepszy wynik osiągnął 9 marca 2001 roku w Oslo, gdzie był dwunasty w Gundersenie. W klasyfikacji generalnej zajął 30. miejsce. Na mistrzostwach świata w Lahti był ósmy w drużynie, czternasty w sprincie, a w Gundersenie zajął 32. miejsce. Podobnie prezentował się w kolejnym sezonie. W lutym 2002 roku, podczas igrzysk olimpijskich w Salt Lake City indywidualnie zajął 32. pozycję zarówno w sprincie jak i Gundersenie. W konkursie drużynowym Amerykanie ze Spillane’em w składzie otarli się o podium, jednak ostatecznie zakończyli zawody na czwartej pozycji, przegrywając walkę o brązowy medal z Austriakami.
Przełom w karierze Amerykanina nastąpił w sezonie 2002/2003. Rywalizację zaczął od zajęcia 10. miejsca 29 listopada 2002 roku w Ruce. Już w drugim konkursie cyklu, 6 grudnia 2002 roku w Trondheim po raz pierwszy stanął na podium zawodów Pucharu Świata, zajmując drugie miejsce w sprincie. W dwóch następnych dniach Spillane jeszcze dwukrotnie stanął na podium, najpierw był trzeci w Gundersenie, a następnie trzeci w sprincie. W kolejnych startach pucharowych sześciokrotnie plasował się w czołowej dziesiątce, ale na podium już nie stanął. W klasyfikacji generalnej zajął siódme miejsce. Na mistrzostwach świata w Val di Fiemme w 2003 roku osiągnął jeden z największych sukcesów w swojej karierze. Po konkursie skoków do sprintu zajmował czwarte miejsce i do biegu przystąpił ze stratą 28 sekund do lidera. W biegu okazał się jednak najlepszy i sięgnął po złoty medal, wyprzedzając na mecie Niemca Ronny’ego Ackermanna i Austriaka Felixa Gottwalda o 1.3 sekundy. W konkursie drużynowym był piąty, a w Gundersenie zajął 27. miejsce. Sezon 2003/2004 był już słabszy, Spillane ani raz nie stanął na podium i w klasyfikacji generalnej zajął 20. pozycję.
W lecie 2004 roku brał udział w siódmej edycji Letniego Grand Prix w kombinacji norweskiej, w której zajął trzecie miejsce, za swym rodakiem Toddem Lodwickiem i Austriakiem Christophem Bielerem. Amerykanin w czterech konkursach indywidualnych raz zwyciężył (15 sierpnia w Oberstdorfie) i raz był trzeci (21 sierpnia w Bischofshofen). Przyzwoicie prezentował się także w sezonie 2004/2005. Sześciokrotnie meldował się w pierwszej dziesiątce, a 5 grudnia w Trondheim stanął na podium, zajmując trzecie miejsce w sprincie. Na mistrzostwach świata w Oberstdorfie w 2005 roku wraz z kolegami z reprezentacji zajął piąte miejsce, a indywidualnie był zgłoszony do sprintu, w którym nie wystartował.
W sezonach 2005/2006, 2006/2007, 2007/2008 i 2008/2009 nie odniósł większych sukcesów. W rywalizacji pucharowej łącznie tylko raz stanął na podium, 30 listopada 2007 roku w Ruce zajął drugie miejsce w Gundersenie. W 2006 roku wystąpił na igrzyskach olimpijskich w Turynie, gdzie był między innymi dziesiąty w sprincie i siódmy w drużynie. Startował także na mistrzostwach świata w Sapporo w 2007 roku oraz dwa lata później na mistrzostwach w Libercu, jednak również nie zdobył medalu. Indywidualnie plasował się poza czołową dziesiątką. W konkursach drużynowych był dziewiąty w Sapporo, a w Libercu Amerykanie nie ukończyli rywalizacji po tym, jak Bill Demong został zdyskwalifikowany z powodu zgubienia swojego numeru startowego.
Do formy wrócił w sezonie 2009/2010, który zakończył na dziewiątej pozycji. Ośmiokrotnie zajmował miejsca w pierwszej dziesiątce zawodów, ale tylko raz stanął na podium – 3 stycznia 2010 roku w Oberhofie zwyciężył w Gundersenie. Był także czterokrotnie czwarty. igrzyska olimpijskie w Vancouver w 2010 roku były najbardziej udaną imprezą w jego karierze. Po konkursie skoków w Gundersenie na normalnej skoczni zajmował czwarte miejsce. Na trasie biegu odrobił 46 sekund straty do prowadzącego po skokach Janne Ryynänena z Finlandii. Walka o medale rozegrała się na końcowych metrach między Amerykaninem, Francuzem Jasonem Lamy-Chappuis, Alessandro Pittinem z Włoch oraz Toddem Lodwickiem. Zwyciężył Francuz, który o 0,4 sekundy Wyprzedził SpilLane’a i o 0,8 sekundy Pittina. Na dużej skoczni Spillane był drugi po skokach i tracił do prowadzącego Bernharda Grubera z Austrii 34 sekundy. Do mety Amerykanin dotarł przed Austriakiem, lecz na trasie biegowej jeszcze szybszy był Bill Demong. W związku z tym Spillane odebrał swój drugi srebrny medal tych igrzysk.
Ponadto wspólnie z Demongiem, Brettem Camerotą i Toddem Lodwickiem wywalczył w zawodach drużynowych swój trzeci srebrny medal. Już po skokach Amerykanie zajmowali drugie miejsce i na trasę biegu wyruszyli ze stratą dwóch sekund do prowadzących Finów. W biegu wyprzedzili reprezentantów Finlandii, jednak dali się wyprzedzić Austriakom, którzy sięgnęli po złoty medal. Na mecie Amerykanie stracili do zwycięzców nieco ponad pięć sekund i o około czternaście wyprzedzili Niemców, którzy uplasowali się na trzeciej pozycji.
W sezonie 2010/2011 prezentował się słabo. Wystartował tylko w czterech konkursach, z czego tylko w dwóch zdobył punkty. Najlepszy wynik uzyskał 23 stycznia 2011 roku w Chaux-Neuve, gdzie był siedemnasty w Gundersenie. W klasyfikacji generalnej dało mu to 48. lokatę. Na przełomie lutego i marca wziął udział w mistrzostwach świata w Oslo. Indywidualnie plasował się na przełomie drugiej i trzeciej dziesiątki, a w konkursach drużynowych Amerykanie z nim w składzie zajęli czwarte miejsce na normalnej skoczni oraz szóste na dużym obiekcie.

## Osiągnięcia

### Igrzyska olimpijskie
| Miejsce | Dzień     | Rok  | Miejscowość    | Konkurencja           | Wynik zwycięzcy | Strata  | Zwycięzca           |
| ------- | --------- | ---- | -------------- | --------------------- | --------------- | ------- | ------------------- |
| 32.     | 9 lutego  | 2002 | Salt Lake City | Gundersen K-90/15 km  | 39:11,7         | +5:53,8 | Samppa Lajunen      |
| 4.      | 14 lutego | 2002 | Salt Lake City | Sztafeta K-90/4x5 km  | 48:42,2         | +1:11,9 | Finlandia           |
| 32.     | 21 lutego | 2002 | Salt Lake City | Sprint K-120/7,5 km   | 16:40,1         | +1:56,3 | Samppa Lajunen      |
| 30.     | 11 lutego | 2006 | Pragelato      | Gundersen HS106/15 km | 39:44,6         | +4:43,0 | Georg Hettich       |
| 7.      | 15 lutego | 2006 | Pragelato      | Sztafeta HS134/4x5 km | 49:52,6         | +1:59,9 | Austria             |
| 10.     | 21 lutego | 2006 | Pragelato      | Sprint HS134/7,5 km   | 18:29,0         | +46,2   | Felix Gottwald      |
| 2.      | 14 lutego | 2010 | Vancouver      | Gundersen HS106/10 km | 25:47,1         | +0,4    | Jason Lamy Chappuis |
| 2.      | 23 lutego | 2010 | Vancouver      | Sztafeta HS140/4x5 km | 49:31,6         | +5,2    | Austria             |
| 2.      | 25 lutego | 2010 | Vancouver      | Gundersen HS140/10 km | 25:32,9         | +4,0    | Bill Demong         |

### Mistrzostwa świata
| Miejsce | Dzień     | Rok  | Miejscowość   | Konkurencja              | Wynik zwycięzcy | Strata    | Zwycięzca           |
| ------- | --------- | ---- | ------------- | ------------------------ | --------------- | --------- | ------------------- |
| 32.     | 20 lutego | 1999 | Ramsau        | Gundersen K-90/15 km     | 37:04,8         | ?         | Bjarte Engen Vik    |
| 10.     | 25 lutego | 1999 | Ramsau        | Sztafeta K-90/4x5 km     | 49:34,2         | ?         | Finlandia           |
| 37.     | 27 lutego | 1999 | Ramsau        | Sprint K-90/7,5 km       | 17:48,4         | ?         | Bjarte Engen Vik    |
| 32.     | 15 lutego | 2001 | Lahti         | Gundersen K-90/15 km     | 39:26,7         | ?         | Bjarte Engen Vik    |
| 8.      | 20 lutego | 2001 | Lahti         | Sztafeta K-90/4x5 km     | 48:54,1         | +3:11,4   | Norwegia            |
| 14.     | 24 lutego | 2001 | Lahti         | Sprint K-116/7,5 km      | 19:40,3         | ?         | Marko Baacke        |
| 24.     | 21 lutego | 2003 | Val di Fiemme | Gundersen K-95/15 km     | 37:54,2         | +5:17,2   | Ronny Ackermann     |
| 5.      | 24 lutego | 2003 | Val di Fiemme | Sztafeta K-95/4x5 km     | 47:23,9         | +3:15,2   | Austria             |
| 1.      | 28 lutego | 2003 | Val di Fiemme | Sprint K-120/7,5 km      | 18:47,8         | -         | -                   |
| 5.      | 23 lutego | 2005 | Oberstdorf    | Sztafeta HS137/4x5 km    | 49:45,5         | +1:29,9   | Norwegia            |
| DNS     | 27 lutego | 2005 | Oberstdorf    | Sprint HS137/7,5 km      | 20:15,6         | -         | Ronny Ackermann     |
| DNF     | 23 lutego | 2007 | Sapporo       | Sprint HS134/7,5 km      | 17:40,2         | -         | Hannu Manninen      |
| 4.      | 25 lutego | 2007 | Sapporo       | Sztafeta HS134/4x5 km    | 49:14,9         | +5:19,7   | Finlandia           |
| 20.     | 3 marca   | 2007 | Sapporo       | Gundersen HS100/15 km    | 38:35,6         | +3:42,3   | Ronny Ackermann     |
| 24.     | 20 lutego | 2009 | Liberec       | Start masowy HS100/10 km | 276,0 pkt       | -52,0 pkt | Todd Lodwick        |
| 16.     | 22 lutego | 2009 | Liberec       | Gundersen HS100/10 km    | 24:22,3         | +2:10,9   | Todd Lodwick        |
| 19.     | 28 lutego | 2009 | Liberec       | Gundersen HS134/10 km    | 23:36,6         | +1:57,2   | Bill Demong         |
| 19.     | 26 lutego | 2011 | Oslo          | Gundersen HS106/10 km    | 25:19,2         | +1:32,3   | Eric Frenzel        |
| 4.      | 28 lutego | 2011 | Oslo          | Sztafeta HS106/4x5 km    | 48:07,8         | +54,8     | Austria             |
| 22.     | 2 marca   | 2011 | Oslo          | Gundersen HS134/10 km    | 25:31,6         | +2:02,5   | Jason Lamy Chappuis |
| 6.      | 4 marca   | 2011 | Oslo          | Sztafeta HS134/4x5 km    | 47:12,3         | +1:44,0   | Austria             |

### Mistrzostwa świata juniorów
| Miejsce | Dzień       | Rok  | Miejscowość                   | Konkurencja          | Wynik zwycięzcy | Strata | Zwycięzca |
| ------- | ----------- | ---- | ----------------------------- | -------------------- | --------------- | ------ | --------- |
| 1.      | 4 lutego    | 1997 | Saalfelden am Steinernen Meer | Sztafeta K-89/3x5 km | ?               | -      | -         |
| 2.      | 27 stycznia | 2000 | Štrbské Pleso                 | Sztafeta K-90/4x5 km | ?               | ?      | Finlandia |

### Puchar Świata

#### Miejsca w klasyfikacji generalnej
- sezon 2000/2001: 30.
- sezon 2001/2002: 40.
- sezon 2002/2003: 7.
- sezon 2003/2004: 20.
- sezon 2004/2005: 14.
- sezon 2005/2006: 52.
- sezon 2006/2007: 46.
- sezon 2007/2008: 19.
- sezon 2008/2009: 22.
- sezon 2009/2010: 9.
- sezon 2010/2011: 48.
- sezon 2011/2012: 28.
- sezon 2012/2013: 60.

#### Miejsca na podium chronologicznie
| Nr | Data              | Miejscowość | Konkurencja           | Wynik zwycięzcy | Pozycja | Strata  | Zwycięzca        |
| -- | ----------------- | ----------- | --------------------- | --------------- | ------- | ------- | ---------------- |
| 1. | 6 grudnia 2002    | Trondheim   | Sprint K120/7,5 km    | 18:17.7 min     | 2.      | +3.3 s  | Björn Kircheisen |
| 2. | 7 grudnia 2002    | Trondheim   | Gundersen K120/15 km  | 35:33.0 min     | 3.      | +1.4 s  | Björn Kircheisen |
| 3. | 8 grudnia 2002    | Trondheim   | Sprint K120/7,5 km    | 18:45.5 min     | 3.      | +18.1 s | Björn Kircheisen |
| 4. | 5 grudnia 2004    | Trondheim   | Sprint HS131/7,5 km   | 17:39.6 min     | 3.      | +1.4 s  | Ronny Ackermann  |
| 5. | 30 listopada 2007 | Ruka        | Gundersen HS142/15 km | 40:54.8 min     | 2.      | +13.4 s | Ronny Ackermann  |
| 6. | 3 stycznia 2010   | Oberhof     | Sprint HS131/7,5 km   | 28:13.3 min     | 1.      | -       | -                |

### Puchar Kontynentalny

#### Miejsca w klasyfikacji generalnej
- sezon 1995/1996: 83.
- sezon 1998/1999: 13.
- sezon 1999/2000: 42.
- sezon 2003/2004: 29.
- sezon 2005/2006: 60.

#### Miejsca na podium chronologicznie
| Nr | Data            | Miejscowość    | Konkurencja             | Wynik zwycięzcy | Pozycja | Strata | Zwycięzca            |
| -- | --------------- | -------------- | ----------------------- | --------------- | ------- | ------ | -------------------- |
| 1. | 5 marca 1999    | Klingenthal    | Sprint K80/7,5 km       | ?               | 1.      | -      | -                    |
| 2. | 7 marca 1999    | Klingenthal    | Gundersen K80/15 km     | ?               | 3.      | ?      | Preben Fjære Brynemo |
| 3. | 9 grudnia 2000  | Salt Lake City | Gundersen K90/15 km     | ?               | 1.      | -      | -                    |
| 4. | 12 grudnia 2000 | Salt Lake City | Start masowy K120/10 km | ?               | 3.      | ?      | Andrej Jezeršek      |
| 5. | 4 stycznia 2002 | Klingenthal    | Sprint K90/7,5 km       | ?               | 2.      | +1.0 s | Kenneth Braaten      |

### Letnie Grand Prix

#### Miejsca w klasyfikacji generalnej
- 2001: 18.
- 2002: 8.
- 2004: 3.
- 2008: 28.
- 2011: 33.

#### Miejsca na podium chronologicznie
| Nr | Data             | Miejscowość   | Konkurencja              | Wynik zwycięzcy | Pozycja | Strata   | Zwycięzca    |
| -- | ---------------- | ------------- | ------------------------ | --------------- | ------- | -------- | ------------ |
| 1. | 15 sierpnia 2004 | Oberstdorf    | Gundersen HS137/15 km    | 30:00.8 min     | 1.      | -        | -            |
| 2. | 21 sierpnia 2004 | Bischofshofen | Start masowy HS140/10 km | 262,7 pkt       | 3.      | -3.0 pkt | Todd Lodwick |